# 顺德农村商业银行
广东顺德农村商业银行股份有限公司（英語：Guangdong Shunde Rural Commercial Bank Co., Ltd.，簡稱：順德農村商業銀行），总部位于中华人民共和国广东省佛山市顺德区大良新城区。前身是始建于1952年的顺德农村信用合作社，是一家具有70多年发展历史的金融企业，2009年底改制为农村商业银行，是广东省三家首批成功改制的农村商业银行之一。

## 现状
截至2023年末，顺德农商银行总资产规模达4678.79亿元人民币，各项存款余额达3194.71亿元人民币，各项贷款余额2458.91亿元人民币。
截至2016年12月31日，顺德农村商业银行在江门恩平、佛山南海、清远英德设立了三家异地支行；拥有广东自贸试验区南沙分行，广东自贸试验区横琴分行；在顺德更拥有320家分支机构，其中总行营业部1家，一级支行11家，二级支行148家，分理处160家。

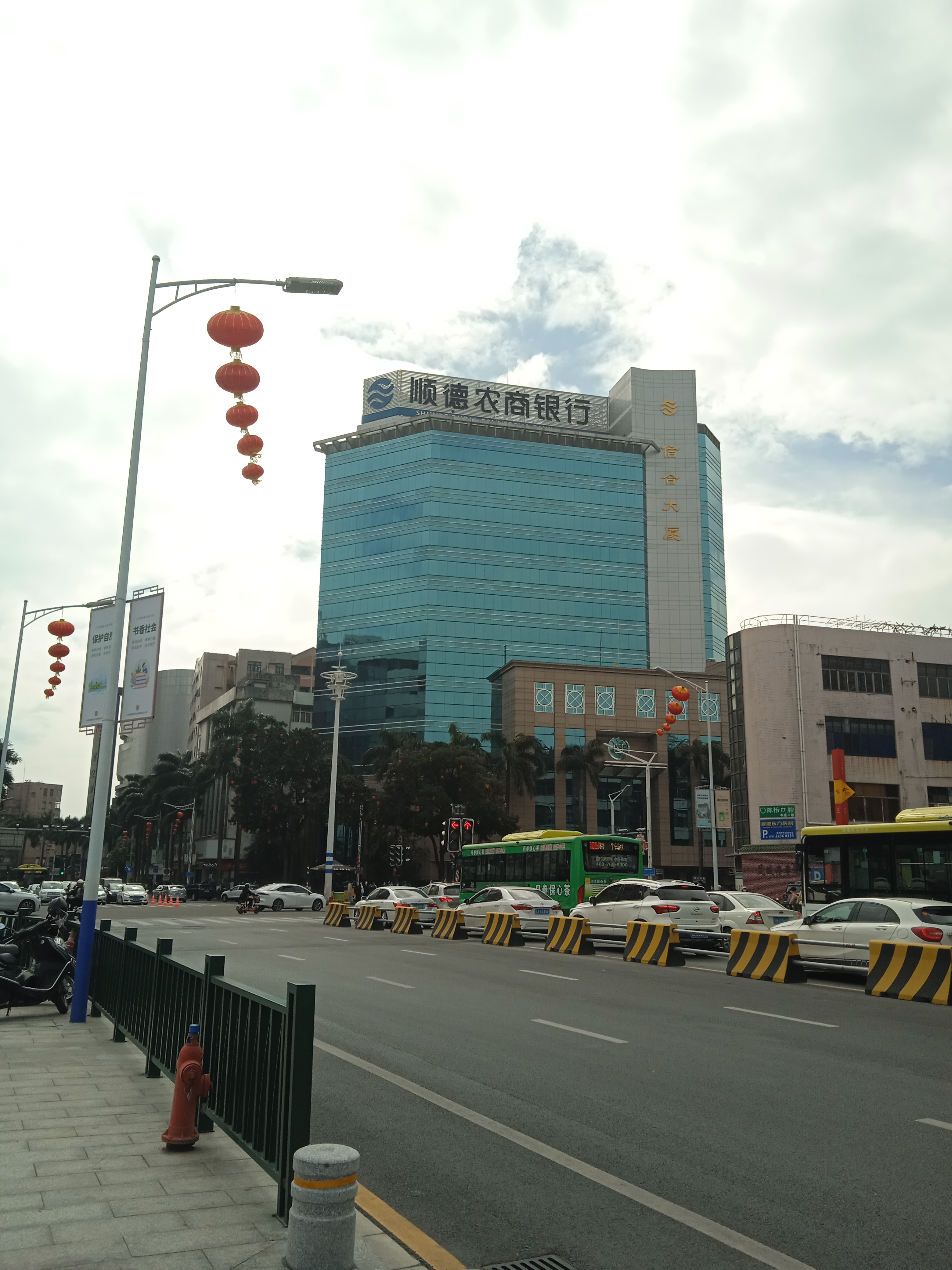
顺德大良信合大厦，是顺德信合社以及农商行初期总部，现为大良支行
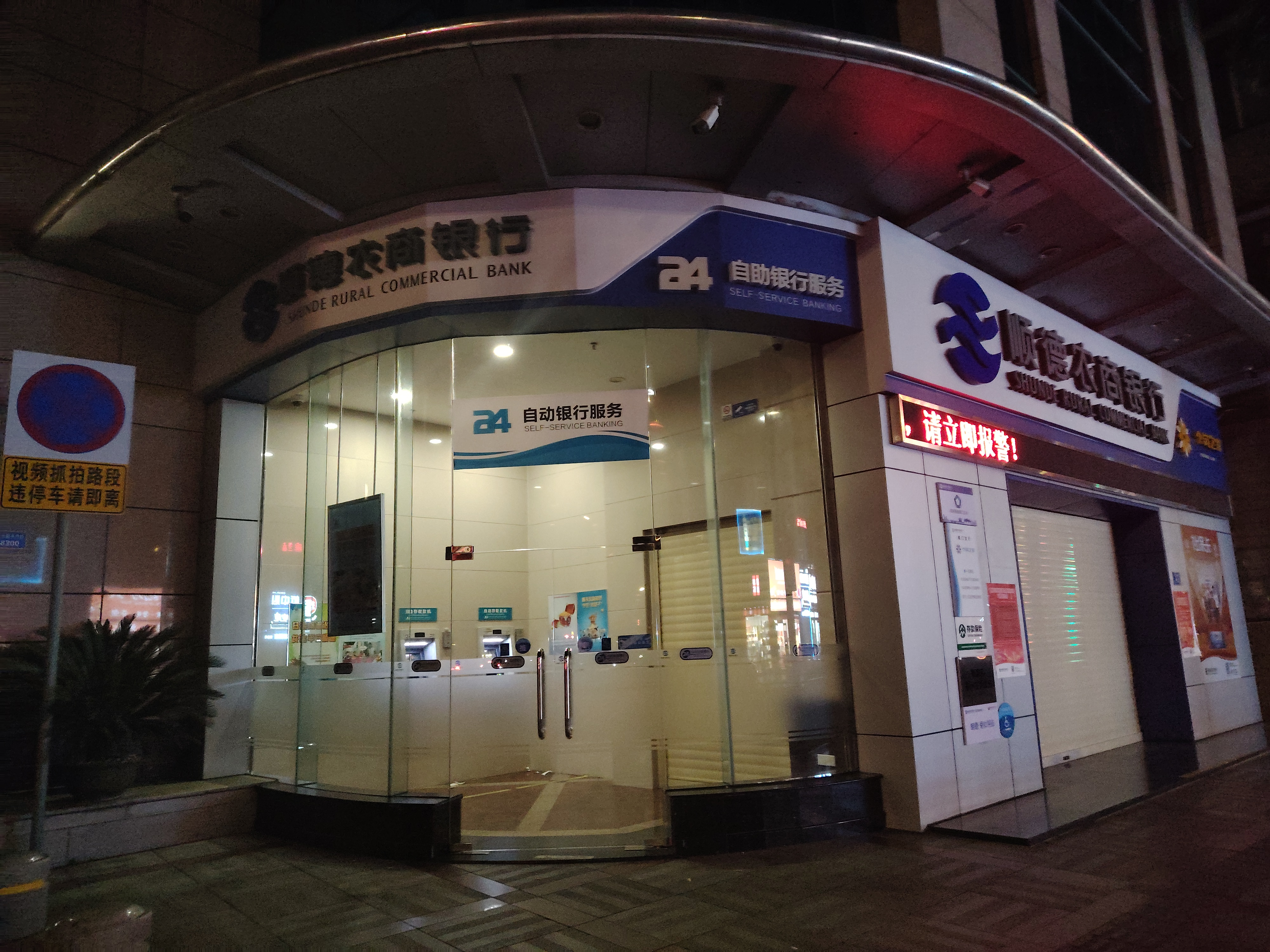
大良支行
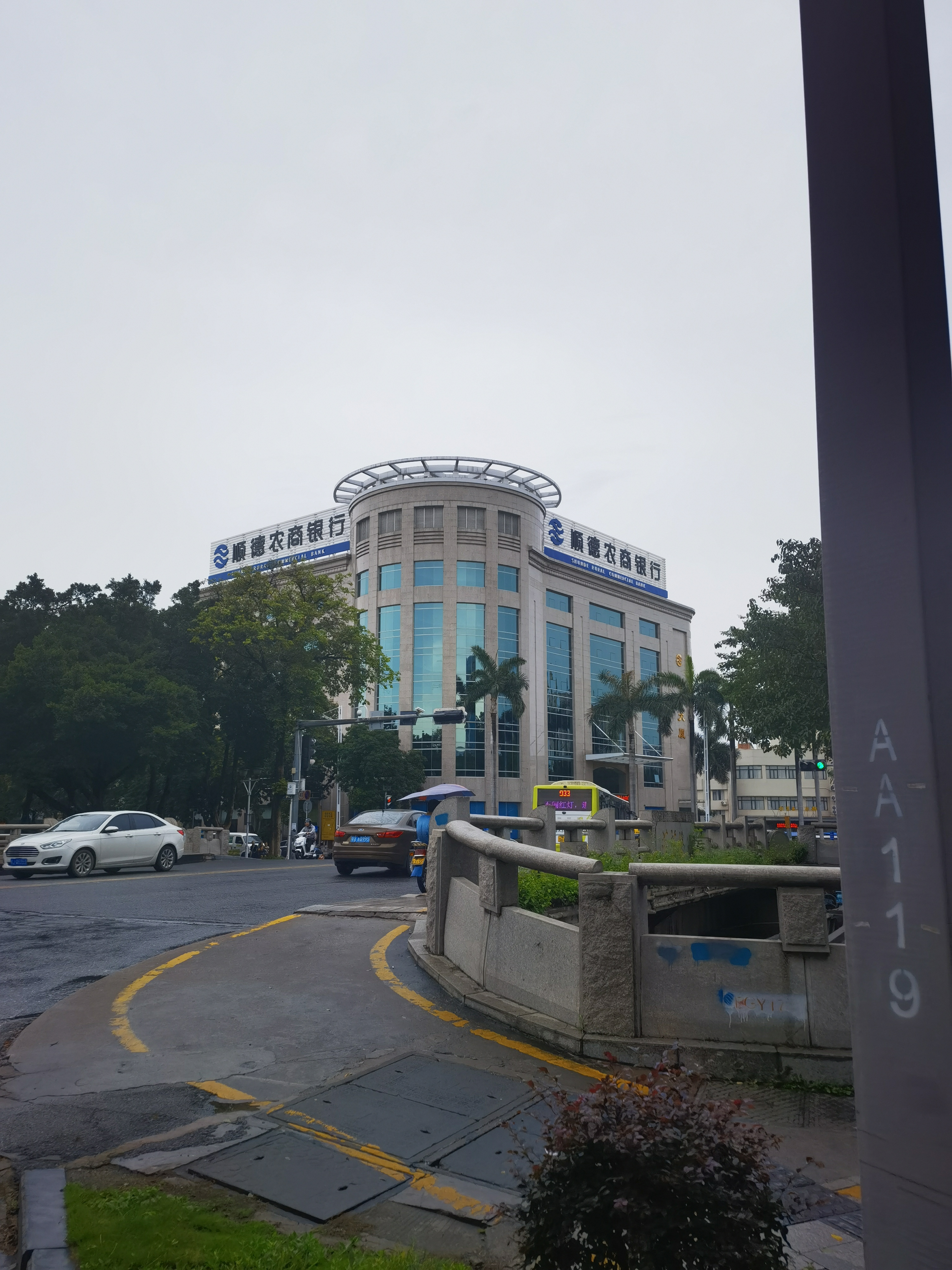
北滘支行
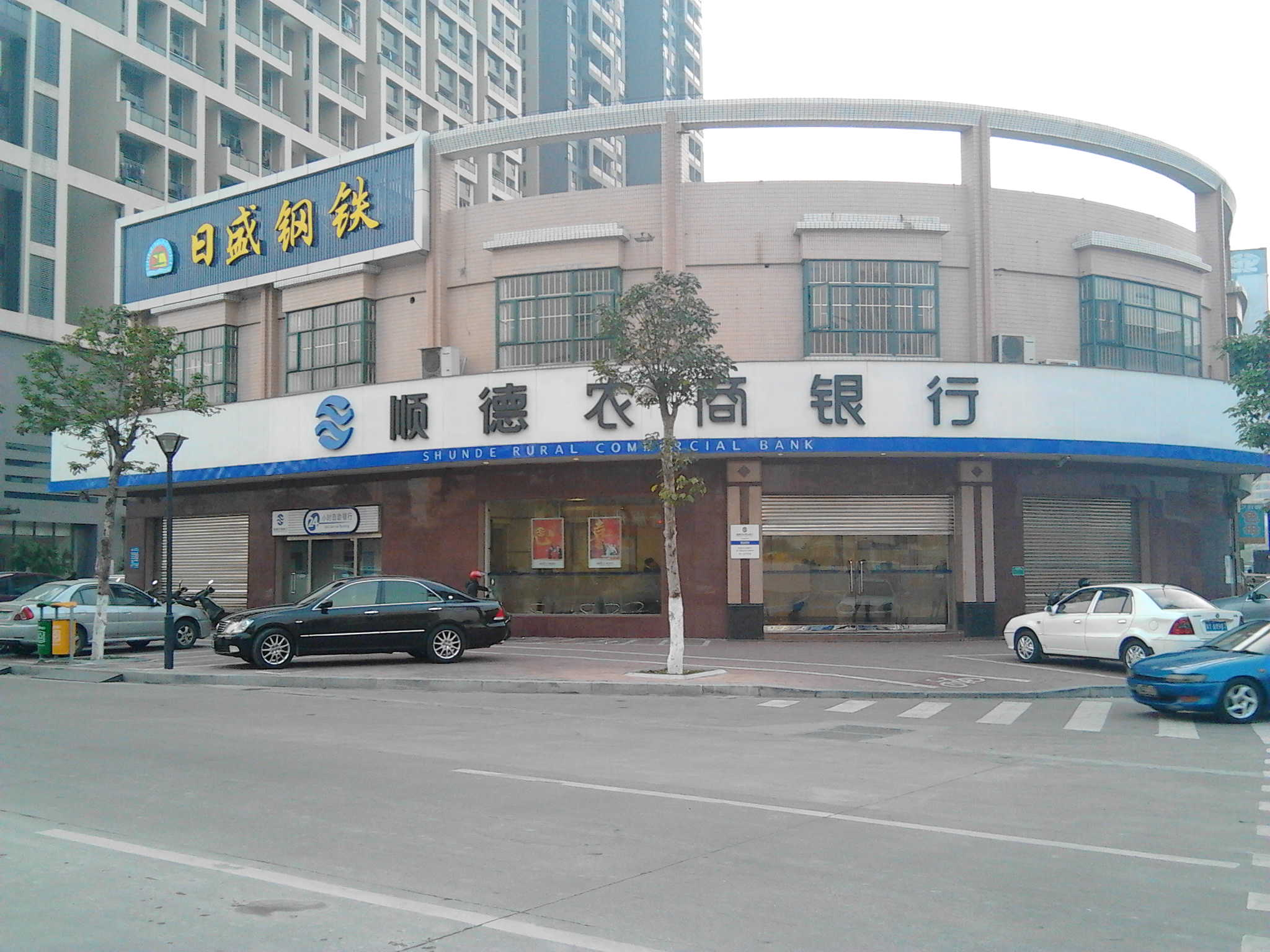
顺德农商银行一家支行
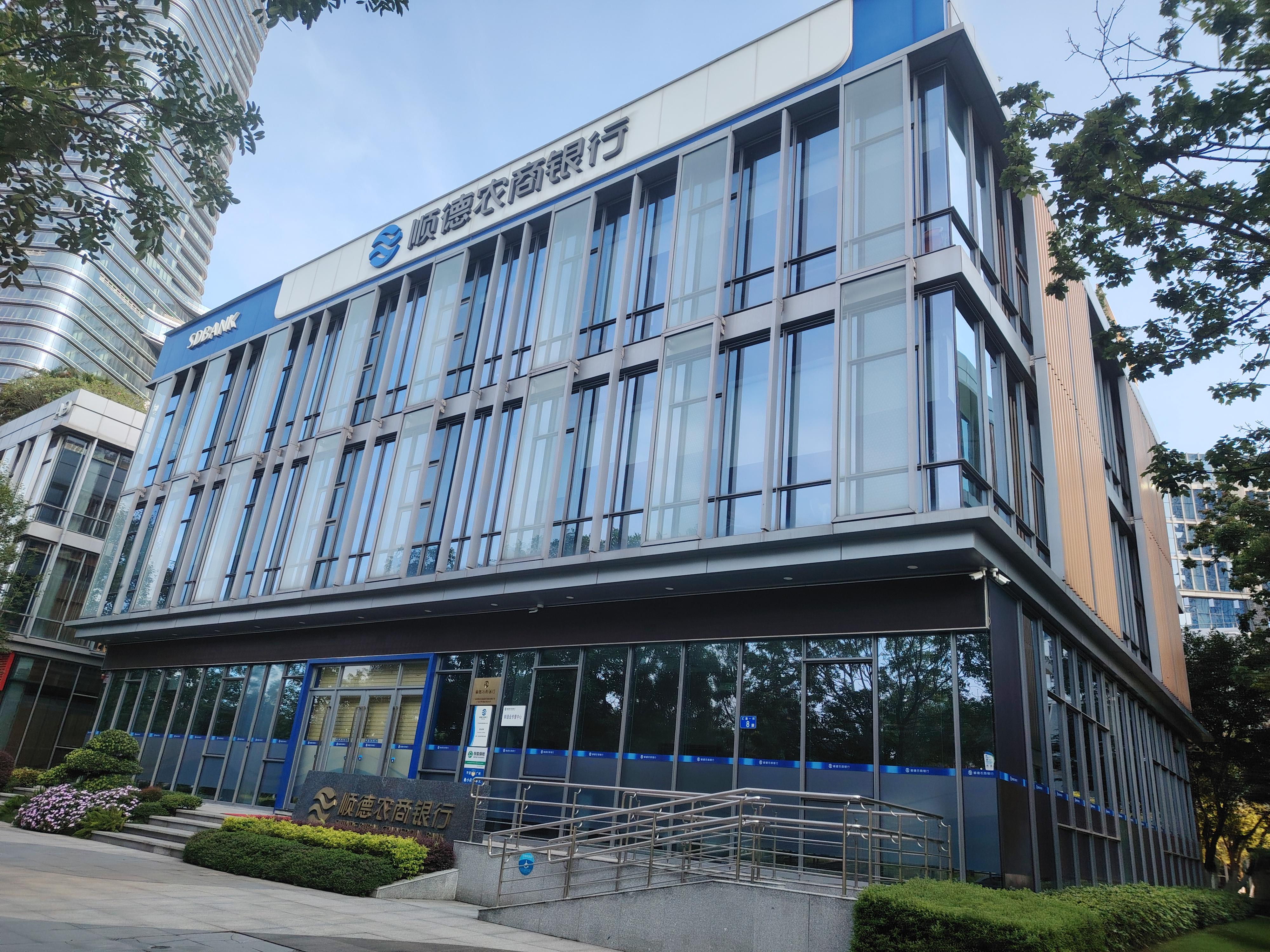
广州南沙分行，属于少数没设置ATM的分支机构

## 历史
顺德农村商业银行前身是始建于1952年的顺德农村信用合作社，最初计划在勒流众涌、龙清、细滘三个乡建社，其第一家分社是众涌信用社。次年初在云路、荔熹、大晚、南浦、藤东、里海、龙潭各乡开设分支社。1996年底，顺德农村信用合作社与农业银行解除隶属关系。2007年6月6日，顺德农村信用合作社统一法人挂牌开业。2008年6月6日，顺德农村信用合作社成功获得央行票据兑付16.3亿元。2009年12月23日，改为广东顺德农村商业银行股份有限公司。
2010年11月29日，顺德农村商业银行江门市恩平支行正式开业，这是顺德农村商业银行首家在顺德以外开设的营业网点。2010年6月底，顺德农村商业银行持股51％的高明顺银村镇银行开业，是广东省首家由农村金融机构发起设立的村镇银行；同年11月底，顺德农村商业银行持股51％的江西省宜春的丰城顺银村镇银行开业。
2024年12月27日，国家金融监督管理总局广东监管局批覆广东顺德农村商业银行股份有限公司吸收合并佛山高明顺银村镇银行股份有限公司筹备事项的请示。目前，在江西宜春的丰城和樟树拥有两家村镇银行。

## 註腳
1. ↑  前身順德農村信用合作社始建於1952年
2. ↑  與美的集團合併持股
3. ↑  與誠順資產管理合併持股
4. ↑  與萬和集團合併持股
5. ↑  派駐董事單位
6. ↑  派駐董事單位
7. ↑  派駐董事單位